# Bethany (Oklahoma)
Bethany és una ciutat dels Estats Units a l'estat d'Oklahoma. Segons el cens del 2000 tenia 20.307 habitants.

## Demografia
Segons el cens del 2000, Bethany tenia 20.307 habitants, 8.161 habitatges, i 5.280 famílies. La densitat de població era de 1.504,9 habitants per km².
Dels 8.161 habitatges en un 28,1% hi vivien nens de menys de 18 anys, en un 49% hi vivien parelles casades, en un 12,1% dones solteres, i en un 35,3% no eren unitats familiars. En el 31% dels habitatges hi vivien persones soles el 12,2% de les quals corresponia a persones de 65 anys o més que vivien soles. El nombre mitjà de persones vivint en cada habitatge era de 2,33 i el nombre mitjà de persones que vivien en cada família era de 2,91.
Per edats la població es repartia de la següent manera: un 23% tenia menys de 18 anys, un 12,9% entre 18 i 24, un 25,8% entre 25 i 44, un 21,5% de 45 a 60 i un 16,7% 65 anys o més.
L'edat mediana era de 36 anys. Per cada 100 dones de 18 o més anys hi havia 84,4 homes.
La renda mediana per habitatge era de 35.073 $ i la renda mediana per família de 43.905 $. Els homes tenien una renda mediana de 30.180 $ mentre que les dones 24.747 $. La renda per capita de la població era de 17.793 $. Entorn del 6,9% de les famílies i el 9% de la població estaven per davall del llindar de pobresa.

## Poblacions més properes
El següent diagrama mostra les poblacions més properes.